# Reophacella
Reophacella es un género de foraminífero bentónico de la subfamilia Reophacellinae, de la familia Reophacellidae, de la superfamilia Verneuilinoidea, del suborden Verneuilinina y del orden Lituolida. Su especie tipo es Reophacella compressa. Su rango cronoestratigráfico abarca desde el Albiense (Cretácico inferior) hasta la Eoceno superior.

## Discusión
Clasificaciones previas incluían Reophacella en la subfamilia Verneuilinoidinae de la familia Verneuilinidae, así como en el suborden Textulariina del orden Textulariida, o en el orden Lituolida sin diferenciar el suborden Verneuilinina.

## Clasificación
Reophacella incluye a la siguiente especie:
- Reophacella compressa †